# رئيس ترينيداد وتوباغو
رئيس جمهورية ترينيداد وتوباغو هو رئيس الدولة في ترينيداد وتوباغو والقائد الأعلى لقوات دفاع ترينيداد وتوباغو. تم إنشاء هذا المنصب عندما أصبحت البلاد جمهورية في عام 1976، حيث كان رئيس الدولة قبل ذلك هو ملكة ترينيداد وتوباغو، إليزابيث الثانية. آخر حاكم عام، السير إيليس كلارك، أدى اليمين كأول رئيس في 1 أغسطس 1976 بموجب ترتيب انتقالي. تم اختياره رسميًا كرئيس من قبل مجمع انتخابي يتكون من أعضاء من مجلسي البرلمان في 24 سبتمبر 1976، وهو اليوم الذي يتم الاحتفال به الآن كـيوم الجمهورية.
تم تعليق منصب الرئيس مؤقتًا خلال محاولة انقلاب الجماعة الإسلامية التي استمرت من 27 يوليو 1990 إلى 1 أغسطس 1990، ثم استؤنف بعد ذلك. الرئيسة الحالية لترينيداد وتوباغو هي كريستين كانغالو.

## التاريخ
في 12 ديسمبر 1969، في جلسة مجلس النواب، قدم رئيس الوزراء اقتراحًا حول الإصلاح الدستوري. واقترح أن يوافق المجلس على تعيين لجنة مشتركة من البرلمان تضم ممثلين من جميع الأحزاب للنظر في ما إذا كان من المرغوب أن تصبح ترينيداد وتوباغو جمهورية.
في 9 أكتوبر 1970، تم تعيين اللجنة. اجتمعت مرة واحدة في 19 أكتوبر 1970. ومع ذلك، ذكرت اللجنة في تقريرها إلى البرلمان أنها لم تتمكن من استكمال النظر في الموضوع المكلفة به وأوصت بأن يتم تعيين لجنة في الدورة التالية لاستكمال العمل في هذا الشأن.
أعلن هوشوي قرار الحكومة بتعيين لجنة دستورية، والتي كانت مكلفة بتقديم توصيات لتعديل الدستور وإعداد مسودة دستور بناءً على بحثها. وبعد عامين وستة أشهر، في عام 1974، تم تقديم التقرير الكامل مع التوصيات ومسودة الدستور إلى الحاكم العام في 22 يناير.
في 13 يونيو 1975، قدم رئيس الوزراء الدكتور إيريك ويليامز مسودة دستور الجمهورية إلى البرلمان. وافق مجلسا البرلمان على قانون دستور جمهورية ترينيداد وتوباغو في 26 مارس 1976. وقبل التصويت، غادر معظم قادة المعارضة القاعة احتجاجًا. كما كانت هناك محاولة لإيقاف موافقة الحاكم العام على مشروع القانون من خلال دعوى قضائية قدمها مواطن خاص في المحكمة العليا في سان فرناندو، لكنها فشلت. تمت الموافقة على مشروع القانون في 29 مارس من قبل الحاكم العام.
تم اعتماد الدستور الجديد في 1 أغسطس 1976، عندما أصبحت ترينيداد وتوباغو جمهورية داخل الكومنولث مع رئيس كرئيس للدولة.
عند إعلان الجمهورية، تم إلغاء النظام الملكي ومنصب الحاكم العام. أدى إيليس كلارك، آخر حاكم عام، اليمين كأول رئيس للبلاد.

## طريقة الانتخاب
يتم انتخاب رئيس ترينيداد وتوباغو بشكل غير مباشر لفترة مدتها 5 سنوات من قبل مجمع انتخابي يتألف من جميع أعضاء مجلس النواب البالغ عددهم 41 عضوًا وجميع أعضاء مجلس الشيوخ البالغ عددهم 31 عضوًا، بالإضافة إلى رئيسي مجلسي البرلمان.
يجب أن يكون الرئيس عمره 35 عامًا على الأقل (على الرغم من عدم وجود رئيس كان عمره أقل من 59 عامًا)، وأن يكون مواطنًا من ترينيداد وتوباغو، وأن يكون قد أقام في البلاد لمدة عشر سنوات متواصلة في وقت الترشيح.
لفوز المرشح بالانتخابات، يجب أن يحصل على أغلبية الأصوات التي يتم الإدلاء بها، حيث يجب أن يكون النصاب القانوني مكونًا من رئيس مجلس النواب و10 أعضاء من مجلس الشيوخ و12 عضوًا آخر من مجلس النواب حتى يعتبر الانتخاب صحيحًا. إذا تم ترشيح مرشح واحد فقط للترشح في الانتخابات، فإنه يعتبر منتخبًا كرئيس دون الحاجة إلى إجراء تصويت.
اليمين الذي يؤديه الرئيس لتنفيذ مهام منصبه هو:

## الدور الدستوري
| بصفتي رئيسة، فإن دوري البرلماني، على الرغم من أهميته، هو ربما الأقل أهمية. سلطتي وصلاحياتي محدودة، بموجب القانون والعرف، في النهاية إلى التصرف بناءً على نصيحة مجلس الوزراء بمجرد استيفاء المتطلبات القانونية اللازمة. |
| —الرئيسة بولا-ماي ويكس، 2020 |

يمنح دستور عام 1976 البلاد نظامًا برلمانيًا على غرار نظام وستمنستر المستوحى من المملكة المتحدة، حيث يكون دور رئيس الدولة قانونيًا وعمليًا. على غرار الجمهوريات البرلمانية الأخرى في دول الكومنولث مثل الهند وباربادوس، ولكن على عكس الدول البرلمانية الأوروبية القارية مثل ألمانيا وإيطاليا، يتمتع رئيس ترينيداد وتوباغو رسميًا بصلاحيات دستورية كبيرة تمتد إلى جميع فروع الحكومة الثلاثة. مثل العاهل البريطاني (ورؤساء الدول في أنظمة وستمنستر الأخرى)، فإن الرئيس "يحكم ولكن لا يحكم". في الممارسة العملية، يتم ممارسة السلطة التنفيذية من قبل رئيس الوزراء ومجلس وزرائه، نيابة عن الرئيس وفقًا للدستور المعدل، الذي ينص على أن الرئيس "يتصرف وفقًا لنصيحة مجلس الوزراء أو الوزير الذي يعمل بموجب السلطة العامة لمجلس الوزراء" إلا في ظروف معينة، تُوصف عادةً باسم الصلاحيات الاحتياطية.

### الصلاحيات التنفيذية
بموجب الدستور المعدل، يُعتبر الرئيس المصدر الاسمي للسلطة التنفيذية. إحدى المهام الرئيسية للرئيس هي تعيين رئيس الوزراء، الذي يتولى بعد ذلك رئاسة مجلس الوزراء ويقدم النصيحة للرئيس حول كيفية ممارسة صلاحياته التنفيذية على جميع جوانب عمليات الحكومة والشؤون الخارجية. دور الرئيس يكاد يكون رمزيًا وثقافيًا بالكامل، حيث يعمل كرمز للسلطة القانونية التي تعمل بموجبها جميع الحكومات والوكالات، بينما يوجه مجلس الوزراء استخدام السلطة التنفيذية للرئيس، والتي تشمل امتياز إعلان الحرب، بالإضافة إلى استدعاء وإيقاف عمل البرلمان والدعوة إلى الانتخابات.
ومع ذلك، من المهم ملاحظة أن الصلاحيات التنفيذية للرئيس تخص الرئيس وليس أيًا من الوزراء، على الرغم من أنه قد يبدو أحيانًا أن الأمر كذلك، ويسمح الدستور للرئيس باستخدام هذه الصلاحيات بشكل أحادي فيما يتعلق بإقالة رئيس الوزراء، وحل البرلمان، وعزل القاضي في حالات استثنائية من الأزمات الدستورية.
يعين الرئيس، للحفاظ على استقرار حكومة ترينيداد وتوباغو، رئيسًا للوزراء الشخص الأكثر احتمالًا للحفاظ على دعم مجلس النواب. بالإضافة إلى ذلك، يعين الرئيس وزراء آخرين بناءً على نصيحة رئيس الوزراء. يظل الرئيس على اطلاع كامل من خلال الاتصالات المنتظمة مع مجلس الوزراء.

### الشؤون الخارجية

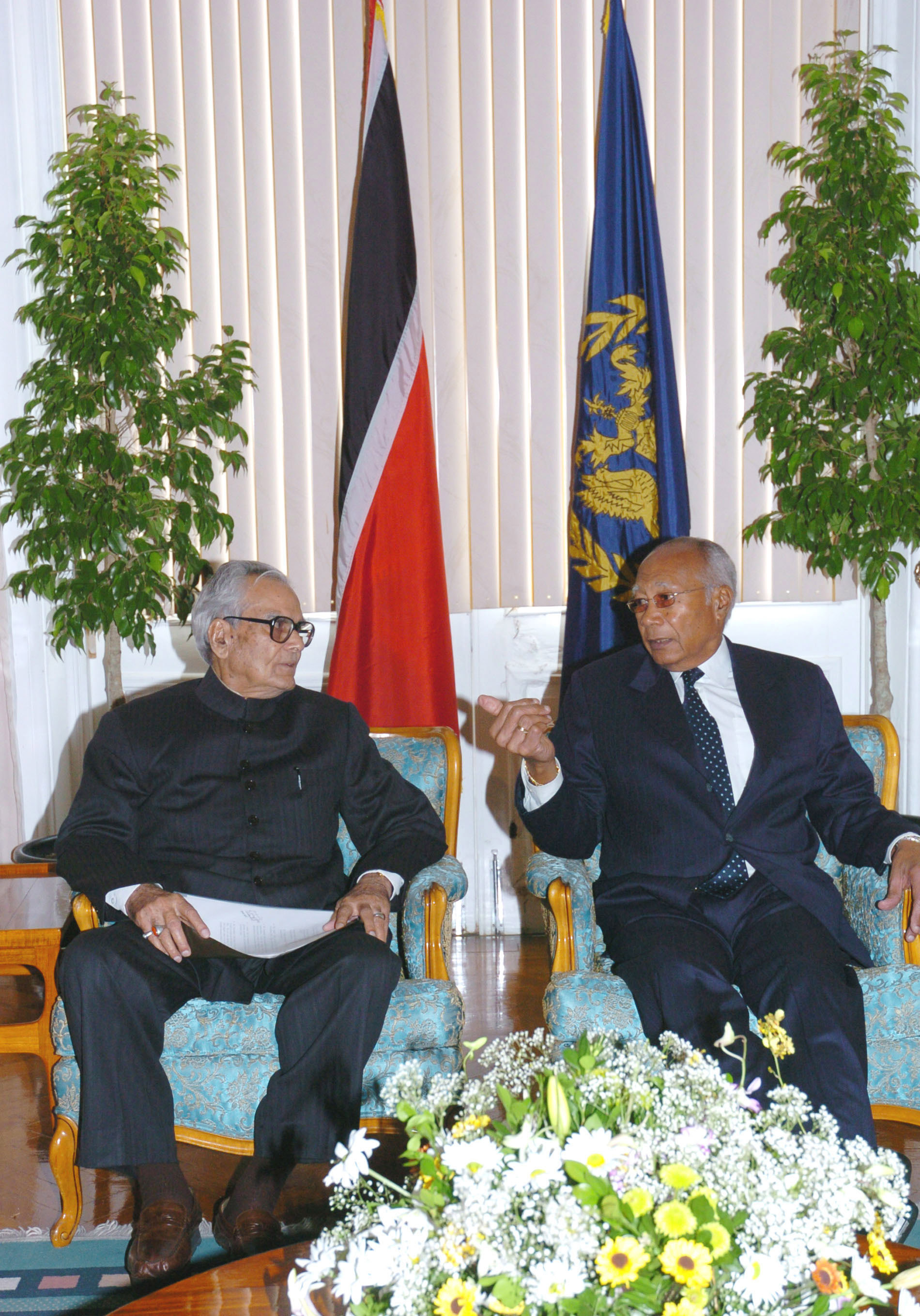
الرئيس جورج ماكسويل ريتشاردز (يمين) يلتقي نائب رئيس الهند بهيرون سينغ شيكهاوات (يسار)، 2006

تمتد السلطة التنفيذية للرئيس أيضًا إلى الشؤون الخارجية: يمكن للرئيس التفاوض على المعاهدات والتحالفات والاتفاقيات الدولية والتصديق عليها. ومع ذلك، في الممارسة العملية، عادة ما يتم إجراء مثل هذه المفاوضات من قبل رئيس الوزراء مع مجلس وزرائه. كما يعتمد الرئيس المفوضين السامين وسفراء ترينيداد وتوباغو، ويستقبل الدبلوماسيين من الدول الأجنبية.

### البرلمان

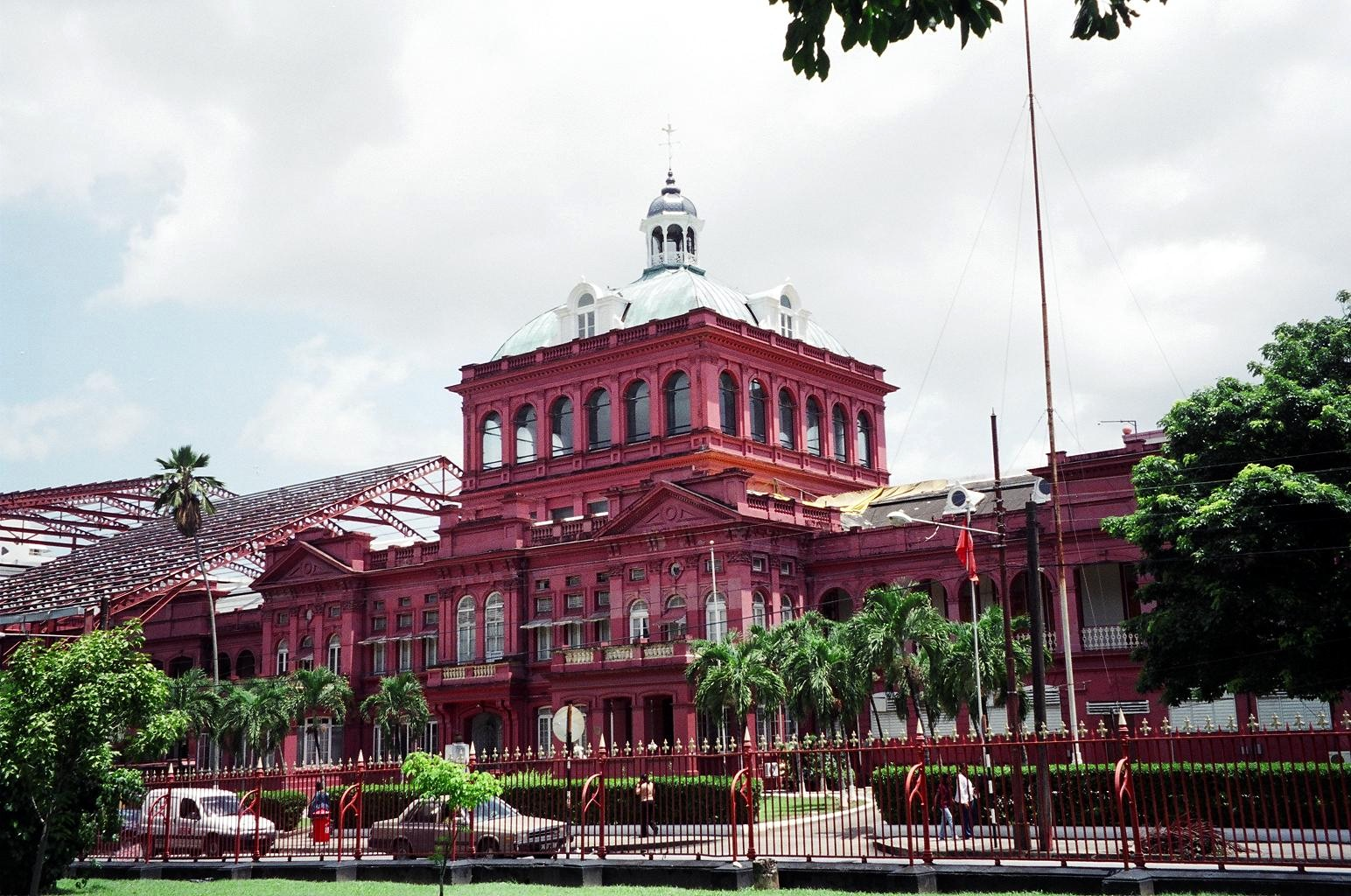
البيت الأحمر، مقر البرلمان.

الرئيس، إلى جانب مجلس الشيوخ ومجلس النواب، هو أحد المكونات الثلاثة للبرلمان. نظرًا لأن الرئيس مطلوب منه دائمًا التصرف بناءً على نصيحة مجلس الوزراء، فإن دور الرئيس في العملية التشريعية يقتصر على الموافقة على مشاريع القوانين وتوقيعها لتصبح قوانين. ومع ذلك، يتمتع الرئيس بسلطة مطلقة لحجب الموافقة على مشاريع القوانين التي يقرها البرلمان (أي استخدام الفيتو دون تجاوز برلماني).
علاوة على ذلك، يحدد الدستور أن الرئيس مسؤول عن تعيين أعضاء مجلس الشيوخ — 16 عضوًا من مجلس الشيوخ الحكومي يتم تعيينهم بناءً على نصيحة رئيس الوزراء، و6 أعضاء من مجلس الشيوخ المعارضة يتم تعيينهم بناءً على نصيحة زعيم المعارضة، و9 أعضاء مستقلين يتم تعيينهم وفقًا لتقدير الرئيس من بين الشخصيات البارزة التي تمثل قطاعات أخرى من المجتمع المدني.
بالإضافة إلى ذلك، يستدعي الرئيس البرلمان ويوقف عمله ويحله؛ بعد الحل، يتم عادةً إصدار أوامر الانتخابات العامة من قبل الرئيس في بيت الرئيس. في الممارسة العملية، يتم ممارسة هذه الصلاحيات دائمًا تقريبًا بناءً على نصيحة مجلس الوزراء.

### الصلاحيات القضائية
يحق للرئيس تعيين القضاة بناءً على التوصية المشتركة لرئيس الوزراء وزعيم المعارضة، بالإضافة إلى منح العفو للمذنبين.

## الدور الثقافي

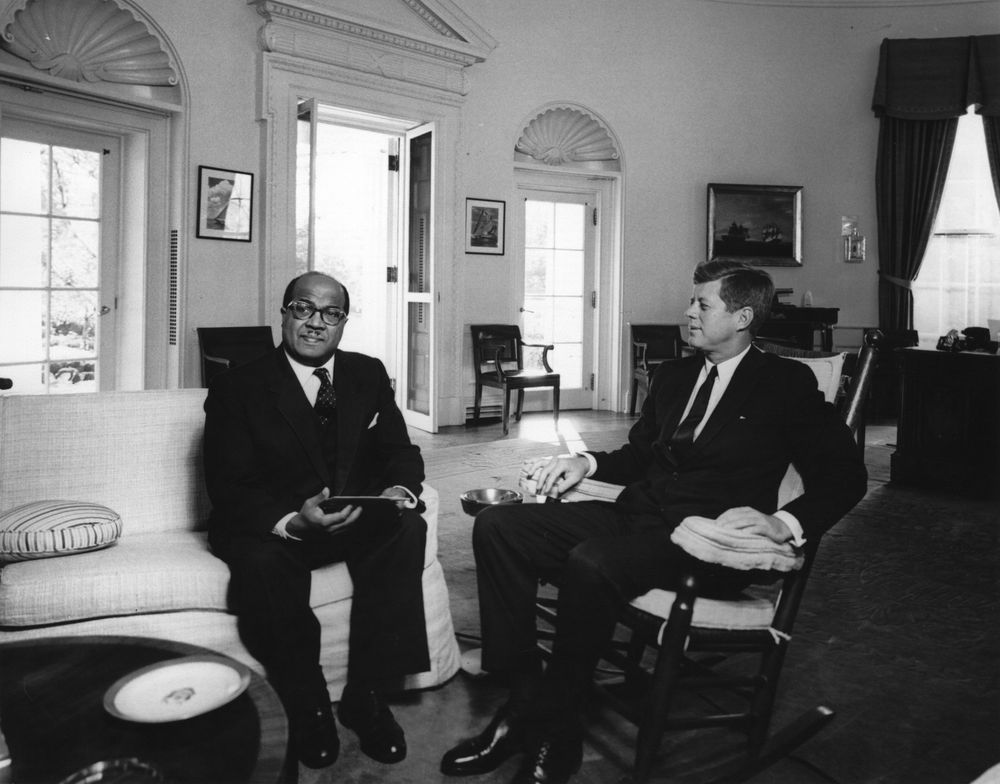
الرئيس السير إيليس كلارك (يسار) يلتقي رئيس الولايات المتحدة جون إف كينيدي (يمين) أثناء خدمته كـسفير لدى الولايات المتحدة، قبل أن يصبح أول رئيس.

بالإضافة إلى الدور الدستوري الرسمي ومع إسناد معظم الوظائف الدستورية لمجلس الوزراء، يتمتع الرئيس بدور تمثيلي واحتفالي، على الرغم من أن مدى وطبيعة هذا الدور يعتمدان على توقعات العصر، والشخص الذي يشغل المنصب في ذلك الوقت، ورغبات الحكومة الحالية، وسمعة الفرد في المجتمع الأوسع. عادةً ما يصبح الرؤساء رعاة لمؤسسات خيرية مختلفة، ويقدمون الأوسمة والجوائز، ويستضيفون فعاليات لمجموعات مختلفة من الأشخاص بما في ذلك السفراء من وإلى دول أخرى، ويسافرون على نطاق واسع في جميع أنحاء ترينيداد وتوباغو. أيضًا كجزء من العلاقات الدولية، يصدر الرئيس أوراق اعتماد (تسمى رسالة اعتماد) سفراء وقناصل ترينيداد وتوباغو، عند زيارتهم لدول أجنبية.

### الحضور والواجبات
تشمل الواجبات الرسمية تمثيل الرئيس للدولة في الداخل أو الخارج والمشاركة في حفل تنظمه الحكومة سواء في ترينيداد وتوباغو أو في أي مكان آخر. يشارك الرئيس و/أو زوجته في أحداث مثل المحطات المهمة، أو الذكرى السنوية، أو احتفالات ثقافة ترينيداد وتوباغو؛ يوم الاستقلال؛ افتتاح الأحداث العامة مثل الألعاب الرياضية؛ حفلات توزيع الجوائز؛ احتفالات يوم الذكرى؛ وما شابه ذلك. يوفر الرئيس قيادة غير حزبية في المجتمع، حيث يعمل كراعي للعديد من المنظمات الخيرية والخدمية والرياضية والثقافية، ويحضر الفعاليات في جميع أنحاء البلاد.

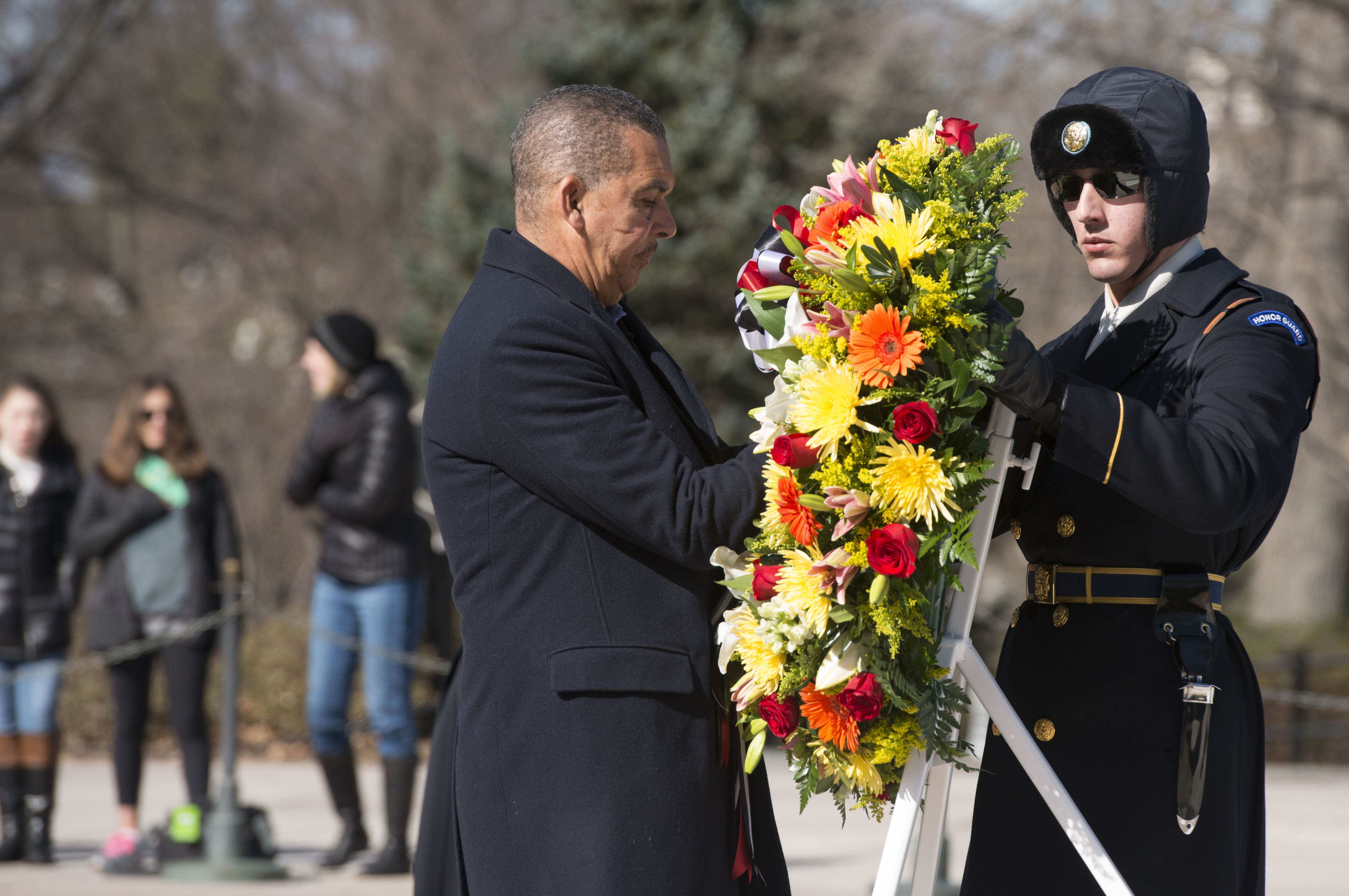
الرئيس أنتوني كارمونا يضع إكليلًا من الزهور على قبر الجندي المجهول في مقبرة أرلينغتون الوطنية

يشجع الرئيس أيضًا ويعبر ويمثل الأشياء التي توحد شعب ترينيداد وتوباغو معًا. في هذا الدور، يقوم الرئيس بما يلي:
- يستقبل المواطنين بشكل متكرر في مناسبات خاصة أو احتفالات، وطلاب من مدارس مختلفة، وضيوف من دول أخرى في بيت الرئيس.
- يحضر خدمات الكنيسة، والمناسبات الدينية، والفعاليات الخيرية والاجتماعية والمدنية في جميع أنحاء البلاد.
- يقبل رعاية العديد من المنظمات الوطنية والخيرية والثقافية والتعليمية والرياضية والمهنية.
- يصدر رسائل تهنئة للمنظمات بمناسبة الذكرى السنوية الخاصة والأحداث، مثل المؤتمرات الوطنية أو الدولية الكبرى، والمهرجانات الثقافية، والبطولات الرياضية.

### الواجبات العسكرية

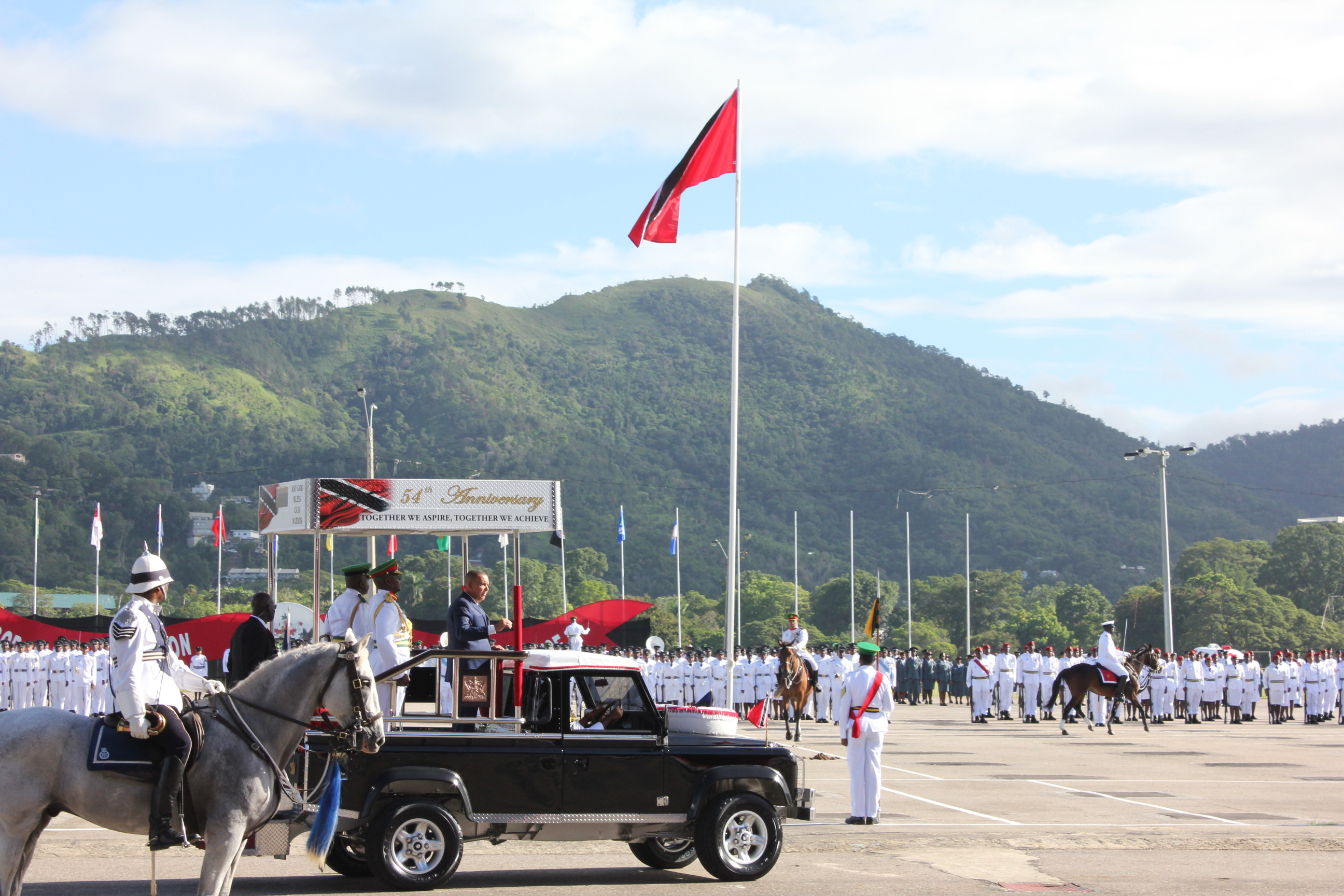
الرئيس أنتوني كارمونا يتفقد أفراد قوات دفاع ترينيداد وتوباغو خلال العرض العسكري ليوم الاستقلال الوطني، 2016

بموجب المادة 22 من الدستور، يكون الرئيس "...رئيس الدولة والقائد الأعلى للقوات المسلحة"، التي تتكون من فوج ترينيداد وتوباغو، وخفر السواحل في ترينيداد وتوباغو، والحرس الجوي في ترينيداد وتوباغو، واحتياطي قوات الدفاع. يشمل المنصب تقنيًا إصدار أوامر لقوات ترينيداد وتوباغو، والطيارين، والبحارة، على الرغم من أن الرئيس في الممارسة العملية لا يلعب أي دور في هيكل قيادة قوات دفاع ترينيداد وتوباغو إلا باتباع نصيحة وزير الدفاع في الشكل العادي للحكومة التنفيذية. في الممارسة العملية، يكون دور القائد الأعلى دورًا احتفاليًا يشارك فيه الرئيس في الاحتفالات العسكرية، بما في ذلك عروض الاستقلال، وتفقد القوات، ومراسم وصول رؤساء الدول الأجنبية.

## الامتيازات

#### الراتب
يتقاضى الرئيس راتبًا شهريًا قدره 64,270 دولارًا من دولارات ترينيداد وتوباغو، اعتبارًا من عام 2022.

#### الرموز

العلم الرسمي لرئيس ترينيداد وتوباغو

يمكن رفع العلم الرئاسي من مركبة يسافر فيها الرئيس، أو من مبنى يكون الرئيس حاضرًا فيه أو يقيم فيه. تم اعتماد العلم في شكله الحالي في عام 1976 وهو عبارة عن حقل أزرق مع شعار ترينيداد وتوباغو محاط بـ 11 بتلة على كل جانب. له الأسبقية على العلم الوطني. يُستخدم العلم الوطني بشكل عام عندما يقوم الرئيس بزيارة دولة خارجية أو في احتفال وطني. كما يتم تنكيس العلم الوطني عند وفاة رئيس حالي أو سابق.

#### الأسبقية واللقب
في ترتيب الأسبقية في ترينيداد وتوباغو، يتفوق الرئيس على جميع الأفراد الآخرين. يتم منح الرئيس وزوجته لقب "صاحب/صاحبة الفخامة" خلال فترة توليه المنصب، ويحق للرئيس وزوجته استخدام هذا اللقب مدى الحياة عند تولي المنصب. عند تقديم الرئيس، يكون الشكل الصحيح للخطاب هو "فخامتكم".

## المقر الرسمي

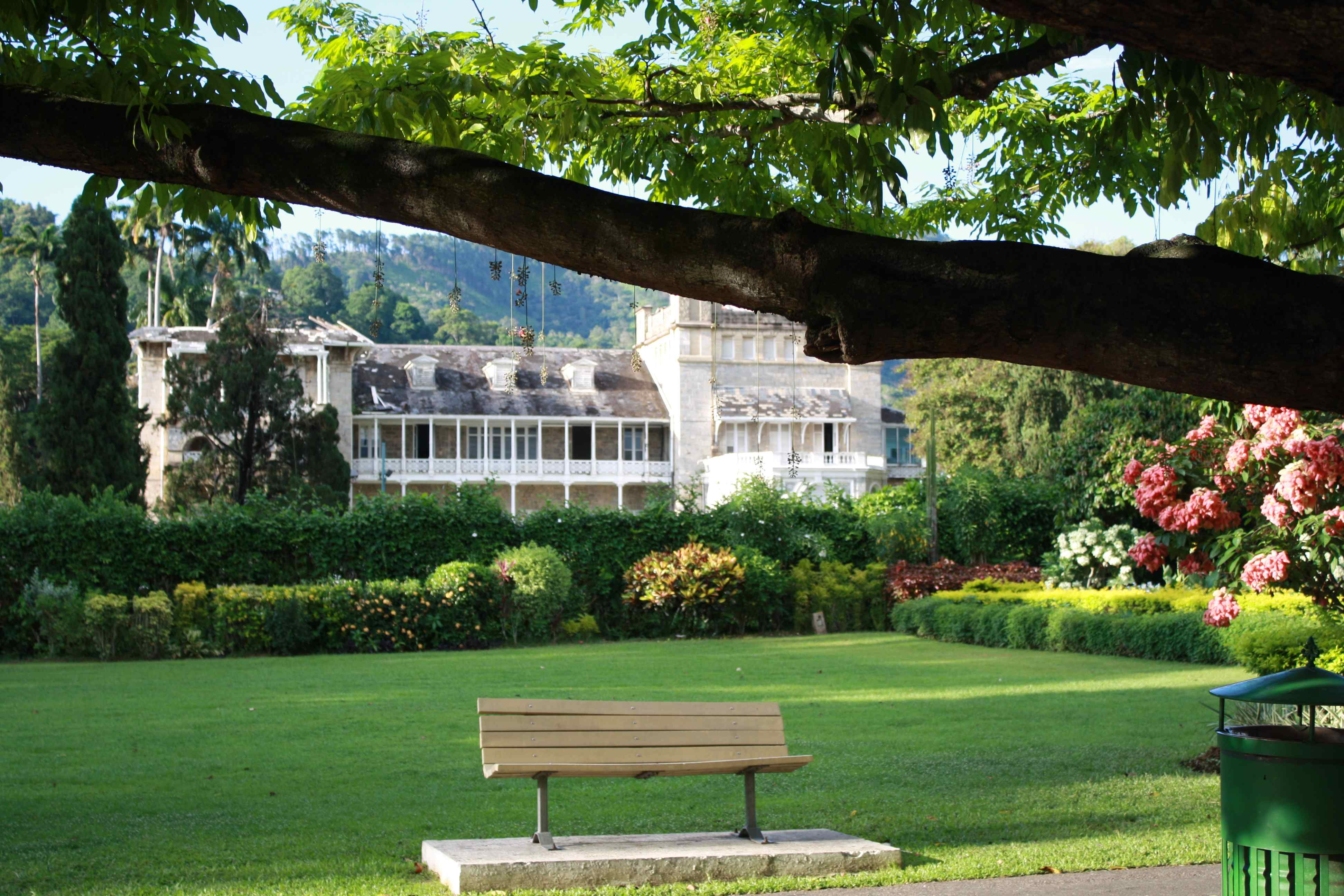
بيت الرئيس - المقر الرسمي لرئيس ترينيداد وتوباغو

المقر الرسمي للرئيس هو بيت الرئيس، المعروف سابقًا باسم بيت الحكومة عندما كان يستخدمه الحكام العامون وحكام الجزر. اليوم، بالإضافة إلى كونه المقر الخاص للرئيس، يتم استخدام القصر لحفلات توزيع الجوائز الوطنية ومراسم أداء اليمين، وكذلك الاستقبالات الدبلوماسية.

## قائمة الرؤساء
بموجب دستور جمهورية ترينيداد وتوباغو لعام 1976، حل الرئيس محل الملك كرئيس للدولة. يتم انتخاب الرئيس من قبل البرلمان لفترة مدتها خمس سنوات. في حالة شغور المنصب، يتولى رئيس مجلس الشيوخ منصب الرئيس بالنيابة.

### الملكية (1962-1976)
كانت خلافة العرش هي نفسها خط الخلافة على العرش البريطاني.
| الرقم | الصورة | العاهل (ولادة - موت)                  | عهد           | عهد          | عهد                | البيت الملكي | رئيس الوزراء |
| الرقم | الصورة | العاهل (ولادة - موت)                  | عهد البداية   | عهد النهاية  | مدة                | البيت الملكي | رئيس الوزراء |
| ----- | ------ | ------------------------------------- | ------------- | ------------ | ------------------ | ------------ | ------------ |
| 1     |        | الملكة إليزابيث الثانية (مواليد 1926) | 31 أغسطس 1962 | 1 أغسطس 1976 | 13 سنوات و336 أيام | بيت ويندسور  | وليامز       |

### الحاكم العام
كان الحاكم العام ممثل الملك في ترينيداد وتوباغو ومارس معظم سلطات الملك. كان يعيين الحاكم العام لفترة غير محددة. كان الحاكم العام يعين بناءً على نصيحة مجلس وزراء ترينيداد وتوباغو فقط دون تدخل من الحكومة البريطانية. في حالة إن أصبح المنصب شاغر يشغل رئيس القضاة المنصب بالوكالة.
الحالة
| الرقم | الصورة | الحاكم العام (ولادة - وفاة)     | مدة الحكم      | مدة الحكم      | مدة الحكم         | رئيس الوزراء | العاهل           |
| الرقم | الصورة | الحاكم العام (ولادة - وفاة)     | تولى منصبه     | ترك المكتب     | الوقت في المنصب   | رئيس الوزراء | العاهل           |
| ----- | ------ | ------------------------------- | -------------- | -------------- | ----------------- | ------------ | ---------------- |
| 1     |        | السير سولومون هوشوي (1905-1983) | 31 آب 1962     | 15 سبتمبر 1972 | 10 سنوات و15 أيام | وليامز       | إليزابيث الثانية |
| 2     |        | السير إليس كلارك (1917-2010)    | 15 سبتمبر 1972 | 1 أغسطس 1976   | 3 سنوات و321 أيام | وليامز       | إليزابيث الثانية |

### الرئاسة
حل الرئيس محل الملك في رأس الدولة بموجب دستور 1976 لجمهورية ترينيداد وتوباغو. ينتخب البرلمان الرئيس لمدة خمس سنوات. في حالة إن أصبح المنصب شاغر يتولى رئيس مجلس الشيوخ مهام المنصب بالإنابة.
الحالة
|       | الصورة         | الرئيس (ميلاد-وفاة)              | انتخابات  | العمل في المنصب | العمل في المنصب | العمل في المنصب    | رئيس الوزراء                                 |
| الرقم | الصورة         | الرئيس (ميلاد-وفاة)              | انتخابات  | بداية المنصب    | نهاية المنصب    | الوقت في المنصب    | رئيس الوزراء                                 |
| ----- | -------------- | -------------------------------- | --------- | --------------- | --------------- | ------------------ | -------------------------------------------- |
| 1     |                | إليس كلارك (1917–2010)           | 1976 1982 | 1 أغسطس 1976    | 24 سبتمبر 1976  | 10 سنوات و230 أيام | أريك وليامز تشامبرز أ. ن. ر. روبنسون         |
| 1     | 24 سبتمبر 1976 | إليس كلارك (1917–2010)           | 1976 1982 | 19 مارس 1987    |                 | 10 سنوات و230 أيام | أريك وليامز تشامبرز أ. ن. ر. روبنسون         |
| 2     |                | نور حسن علي (1918–2006)          | 1987 1992 | 20 مارس 1987    | 17 مارس 1997    | 9 سنوات و362 أيام  | أ. ن. ر. روبنسون باتريك مانينغ باسديو پانداى |
| 3     |                | أ. ن. ر. روبنسون (1926–2014)     | 1997      | 18 مارس 1997    | 16 مارس 2003    | 5 سنوات و363 أيام  | باسديو پانداى باتريك مانينغ                  |
| 4     |                | جورج ماكسول ريتشاردز (1931–2018) | 2003 2008 | 17 مارس 2003    | 18 مارس 2013    | 10 سنوات و1 يوم    | باتريك مانينغ بيسيسار                        |
| 5     |                | أنتوني كارمونا (مواليد 1953)     | 2013      | 18 مارس 2013    | 19 مارس 2018    | 5 سنوات و1 يوم     | بيسيسار كيث رولي                             |
| 6     |                | باولا ماي ويكس (مواليد 1958)     | 2018      | 19 مارس 2018    | 20 مارس 2023    | 7 سنوات و2 أيام    | كيث رولي                                     |
| 7     |                | Christine Kangaloo (مواليد 1961) | 2023      | 20 مارس 2023    | في المنصب       | 2 سنوات و1 يوم     | رولي                                         |

## الشعار

الشعار الملكي
شعار الحاكم العام
الشعار الرئاسي

## روابط خارجية
- مكتب رئيس جمهورية ترينيداد وتوباغو